# Campeonato Carioca de Futebol de 2007
O Campeonato Carioca de Futebol de 2007 foi 110.ª edição da principal divisão do futebol no Rio de Janeiro. A disputa ocorreu entre 24 de janeiro e 6 de maio do mesmo ano e foi organizada pela Federação de Futebol do Estado do Rio de Janeiro (FERJ). O Flamengo foi o campeão após vencer nos pênaltis o Botafogo, vencedor do segundo turno.
Essa edição manteve a tese das edições anteriores que, apesar da polarização dos quatro grandes (Botafogo, Flamengo, Fluminense e Vasco da Gama), os clubes considerados pequenos pela grande mídia, mostraram força e competência, fazendo assim o sucesso do torneio, que por mudanças de regulamento nos anos seguintes realizadas pela FERJ, não houve o mesmo efeito.

## Regulamento
Assim como nas últimas edições anteriores, os participantes foram divididos em dois grupos. Na primeira fase (Taça Guanabara), os times jogam dentro de seus grupos e o primeiro de um grupo enfrenta o segundo do outro numa semifinal. Os vencedores irão para a final do turno em duas rodadas, o vencedor dessa final, torna-se o campeão da Taça Guanabara de 2007.
Na segunda fase (Taça Rio), os times jogam contra os do outro grupo, embora a classificação seja dentro de cada grupo. O primeiro de um grupo enfrenta o segundo do outro numa semifinal. Os vencedores se enfrentam na final do turno em duas rodadas, o vencedor do confronto será declarado o campeão da Taça Rio de 2007.
Os vencedores de cada turno disputam entre si dois jogos finais no Maracanã para estabelecerem o campeão carioca. Caso a mesma equipe vença os dois turnos, será declarado campeão automaticamente. O campeão e o vice-campeão do campeonato tem o direito de disputar a Copa do Brasil de 2008, desde que não estejam participando da Copa Libertadores da América. Os três melhores colocados (com exceção dos quatro grandes) disputarão a Série C do Campeonato Brasileiro do mesmo ano.

### Rebaixamento
O último colocado do torneio será rebaixado para a Segunda Divisão de 2008

### Critérios de desempate
Para o desempate entre duas ou mais equipes segue-se a ordem definida abaixo:
1. Número de vitórias
2. Saldo de gols
3. Gols marcados
4. Número de cartões amarelos e vermelhos
5. Sorteio

## Participantes
| Equipe        | Cidade                | Em 2006          | Estádio                  | Capacidade | Títulos             |
| America       | Rio de Janeiro        | 3º (1ª divisão)  | Edson Passos             | 12 840     | 7 (último em 1960)  |
| Americano     | Campos dos Goytacazes | 4º (1ª divisão)  | Godofredo Cruz           | 9 300      | 0 (não possui)      |
| Boavista-RJ   | Saquarema             | 1º (2ª divisão)  | Eucy Resende de Mendonça | 6 000      | 0 (não possui)      |
| Botafogo      | Rio de Janeiro        | 1º (1ª divisão)  | Maracanã                 | 92 238     | 18 (último em 2006) |
| Cabofriense   | Cabo Frio             | 5º (1ª divisão)  | Alair Corrêa             | 4 200      | 0 (não possui)      |
| Flamengo      | Rio de Janeiro        | 11º (1ª divisão) | Maracanã                 | 92 238     | 28 (último em 2004) |
| Fluminense    | Rio de Janeiro        | 8º (1ª divisão)  | Maracanã                 | 92 238     | 30 (último em 2005) |
| Friburguense  | Nova Friburgo         | 6º (1ª divisão)  | Eduardo Guinle           | 6 550      | 0 (não possui)      |
| Madureira     | Rio de Janeiro        | 2º (1ª divisão)  | Conselheiro Galvão       | 3 314      | 0 (não possui)      |
| Nova Iguaçu   | Nova Iguaçu           | 10º (1ª divisão) | Edson Passos             | 12 840     | 0 (não possui)      |
| Vasco da Gama | Rio de Janeiro        | 9º (1ª divisão)  | São Januário (*)         | 15 150     | 22 (último em 2003) |
| Volta Redonda | Volta Redonda         | 7º (1ª divisão)  | Raulino de Oliveira      | 15 150     | 0 (não possui)      |

(*) O Estádio de São Januário não será utilizado em confrontos que envolvem Botafogo, Flamengo e Fluminense, sendo estes jogos transferidos para o Maracanã.